# Kamenná u Trhových Svinů
Kamenná (deutsch Sacherles) ist eine Gemeinde in Tschechien. Sie liegt neun Kilometer westlich von Nové Hrady in Südböhmen und gehört zum Okres České Budějovice.

## Geographie

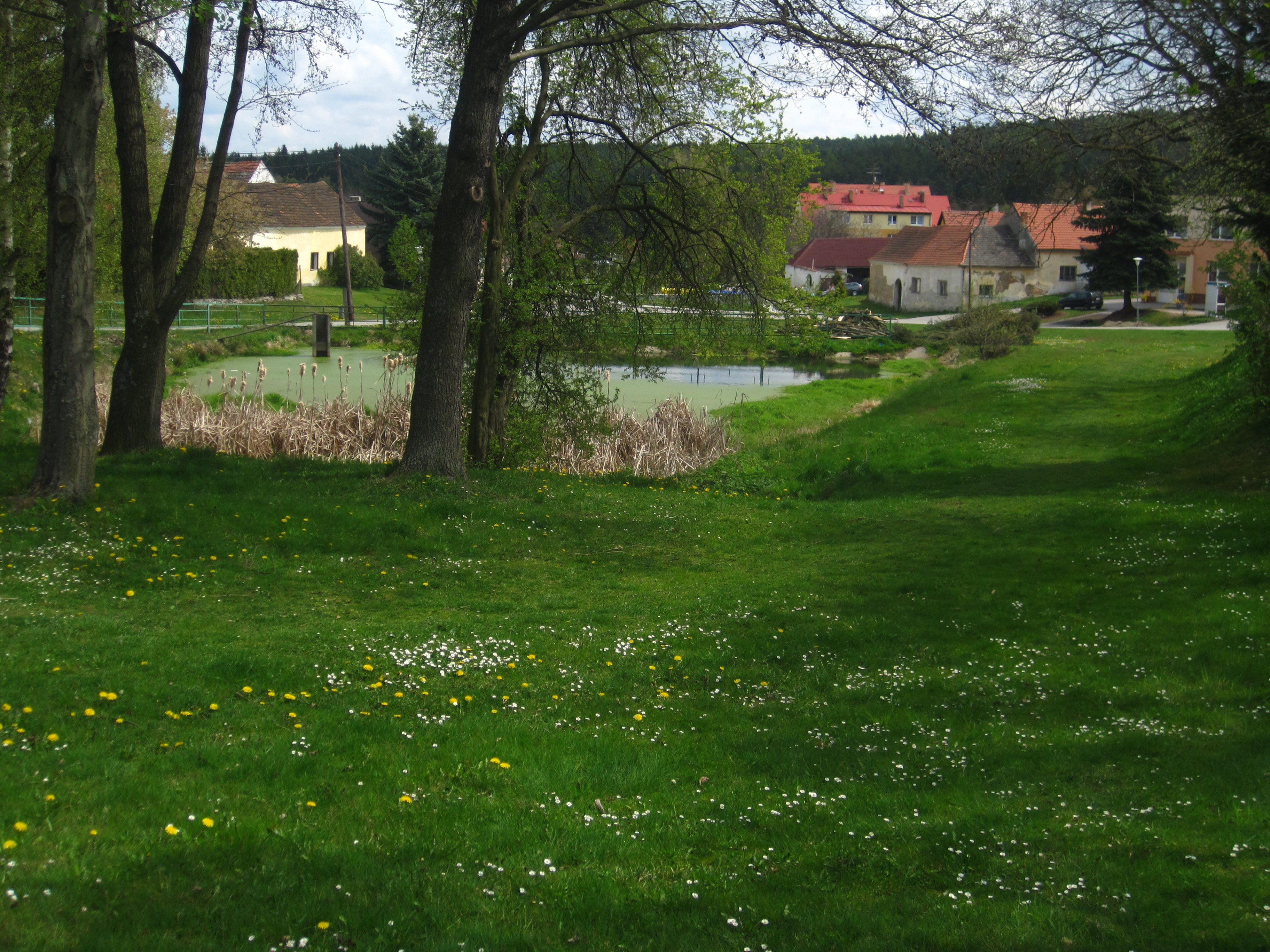
Dorfplatz von Kamenná

Kamenná befindet sich linksseitig über dem Tal des Svinenský potok (Schweinitzer Bach) im Vorland des Gratzener Berglandes. Nordöstlich erhebt sich der Na Kopci (563 m), östlich die Kamenská hora (631 m), im Westen der Bernard (Bernhardberg, 623 m) und die Kondračská hora (682 m).
Nachbarorte sind Klažary, Chudějov und Žumberk im Norden, Žár und Božejov im Nordosten, Střeziměřice und Svébohy im Osten, Vesce, Olbramov, Horní Stropnice, Meziluží und Bedřichov im Südosten, Rychnov, Hartunkov und Valtéřov im Süden, Klení im Südwesten, Kondrač im Westen sowie Chvalkov und Čížkrajice im Nordwesten.

## Geschichte
Die erste Erwähnung des Dorfes erfolgte 1349 als Saeherleyns in einer Urkunde des Klosters Hohenfurth. Weitere Namensformen bis zum Beginn des 15. Jahrhunderts waren u. a. Seherleins, Selierleyns, Sacherleins, Saherlins, Saeherleins, Zchlins und Zahylays. Der Ortsname leitet sich vom altdeutschen Wort saher (Riedgras) her. Im Jahre 1465 lässt sich erstmals der tschechische Ortsname als Wes Kammena nachweisen; 1486 wurde der Ort Kamen, 1530 Zachalas, 1548 Kameny und 1720 Sehrles genannt. Im 1840 lebten in den 38 Häusern von Sacherles 270 Menschen. Im Ort bestanden ein Wirtshaus, zwei Mühlen und ein altes verfallenes Schloss. Gepfarrt war das Dorf nach Deutsch Reichenau. Bis zur Mitte des 19. Jahrhunderts blieb das Dorf immer der Stiftsherrschaft Hohenfurth untertänig.
Nach der Aufhebung der Patrimonialherrschaften bildete Sacherles ab 1850 eine Gemeinde in der Bezirkshauptmannschaft Kaplitz. Zwischen 1869 und 1890 bildete Sacherles einen Ortsteil von Deutsch Reichenau / Německý Rychnov. 1890 entstand die Gemeinde Sacherles / Kamení, der tschechische Name wurde 1921 in Kamenná geändert. Im Jahre 1930 hatte Sacherles 238 Einwohner, 1939 waren es 225 Infolge des Münchner Abkommens wurde die Gemeinde 1938 dem Deutschen Reich zugeschlagen und gehörte bis 1945 zum deutschen Landkreis Kaplitz. Nach dem Ende des Zweiten Weltkrieges kam Kamenná wieder zur Tschechoslowakei zurück und die deutschen Bewohner wurden vertrieben. 1948 wurde der Okres Kaplice aufgelöst und das Dorf dem neu gebildeten Okres Trhové Sviny zugeschlagen, der zwölf Jahre später wieder aufgehoben wurde. 1960 erfolgte die Eingemeindung von Kondrač und Klažary, zugleich wurde die Gemeinde dem Okres České Budějovice zugeordnet. Zum 1. Jänner 1976 wurde Kamenná nach Trhové Sviny eingemeindet. Seit dem 24. November 1990 besteht die Gemeinde wieder.

## Gemeindegliederung
Die Gemeinde Kamenná besteht aus den Ortsteilen Kamenná (Sacherles), Klažary (Glasern) und Kondrač (Neudorf).
Das Gemeindegebiet gliedert sich in die Katastralbezirke Kamenná u Trhových Svinů und Kondrač.

## Bevölkerungsentwicklung
| Jahr      | 1869 | 1880 | 1890 | 1900 | 1910 | 1921 | 1930 | 1950 | 1961 | 1970 | 1980 | 1991 | 2001 | 2011 | 2021 |
| --------- | ---- | ---- | ---- | ---- | ---- | ---- | ---- | ---- | ---- | ---- | ---- | ---- | ---- | ---- | ---- |
| Einwohner | 774  | 840  | 777  | 787  | 784  | 782  | 720  | 344  | 350  | 327  | 267  | 252  | 264  | 297  | 312  |

## Sehenswürdigkeiten
- Barocke Kapelle in Kamenná
- Kirche in Kondrač

## Söhne und Töchter der Gemeinde
- Dominik Kaindl (1891–1973), katholischer Theologe und Kirchenhistoriker
- Matthäus Quatember (1894–1953), Generalabt des Zisterzienserordens